# Butler (Nova Jérsei)
Butler é um distrito localizado no estado americano de Nova Jérsei, no Condado de Morris.

## Demografia
Segundo o censo americano de 2000, a sua população era de 7420 habitantes. 
Em 2006, foi estimada uma população de 8074, um aumento de 654 (8.8%).

## Geografia
De acordo com o United States Census Bureau tem uma área de 
5,4 km², dos quais 5,4 km² cobertos por terra e 0,0 km² cobertos por água.

## Localidades na vizinhança
O diagrama seguinte representa as localidades num raio de 8 km ao redor de Butler. 